# Georges Darmois
Georges Darmois   (Éply i Meurthe i Mosel·la, 24 de juny de 1888 - París, 3 de gener de 1960) va ser un matemàtic i estadístic francès.

## Vida i Obra
Darmois va néixer a la petita vila d'Éply, a la qual sempre va estar molt unit, igual com el seu germà Eugène que també va ser un físic important, ja que pertanyien a una vella família de la Lorena. Després de fer els seus estudis a l'escola de Toul i al lycée de Nancy, va ingressar a l'École Normale Supérieure el 1906. Es va graduar el 1909 i els anys successius va ser agregat de la pròpia escola.
Durant la Primera Guerra Mundial (1914-1918) va estar a l'exèrcit, on va estudiar problemes de la balística i de la propagació de les ones sonores, temes que el van inclinar cap a l'estudi de la física matemàtica i la teoria de la probabilitat. En acabar la guerra, el 1919, va ser nomenat professor de la universitat de Nancy on va romandre fins al 1933, tot i que fent alguns cursos a París.
A partir de 1933 va ser professor de la universitat de París on es va especialitzar en l'ensenyament de mètodes estadístics i en la seva difusió. No solament serà un simple ensenyament teòric sinó que va insistir en la vinculació d'aquesta disciplina amb la industria, essent l'introductor a França de les aplicacions industrials de l'estadística i de la investigació operativa. Quan la invasió nazi de França durant la Segona Guerra Mundial es trobava a Londres, va ser mobilitzat novament en tasques de recerca militar i traslladat a Alger on, a més de les seves recerques, va tenir certes responsabilitats educatives. El 1944, ja retornat a París, va ser nomenat director del Institut d'Estadística de la Universitat de París.
Darmois va publicar una cinquantena de treballs científics, entre els quals destaquen els seu dos llibres d'estadística: Statistique Mathèmatique (1928) i Statistique et Applications (1934). Els seus treballs es poden agrupar en tres camps de recerca que corresponen a tres fases diferents de la seva vida: els primers treballs d'anàlisi matemàtica quan estava a l'École Normale, els treballs de física matemàtica posteriors a la Primera Guerra Mundial i, finalment, els treballs en probabilitat, estadística i econometria.